# 穆赫辛·阿卜杜勒·哈米德
穆赫辛·阿卜杜勒·哈米德（阿拉伯语： محسن عبد الحميد）（1937年—）是一位伊拉克政治家和伊斯兰学者，美国2003年入侵伊拉克后，曾是伊拉克临时管理委员会成员，2004年2月出任委员会主席，行使伊拉克临时总统权力。 
阿卜杜勒·哈米德于出生在伊拉克北部城市基尔库克一个库尔德人家庭里.。曾在埃及开罗学习伊斯兰教法，回到伊拉克后，在巴格达大学任教授一职。阿卜杜勒·哈米德撰写了超过30本的古兰经注释。虽然在1996年时被萨达姆政权逮捕入狱，但他仍持反对2003年伊拉克战争的立场。
2004年，他出任伊拉克最大的逊尼派阿拉伯人政党，伊拉克伊斯兰党的秘书长，并因此被任命为伊拉克临时管理委员会委员。
2005年5月30日，阿卜杜勒·哈米德曾被美军部队误捕。